# Power Rangers Super Samurai: Especial de Halloween: Dulce o monstruo
Power Rangers Super Samurai: Trickster Treat (Power Rangers Super Samurai: Especial de Halloween: Dulce o monstruo) es una película especial para televisión de la serie Power Rangers Super Samurai, creada por Haim Saban, que se estrenó el 27 de octubre de 2012 en Nickelodeon (Estados Unidos) y el 31 de octubre de 2013 en el Nick de Latinoamérica;  de parte de la decimonovena temporada de esta serie. Se trata donde los rangers samuráis son atacados por Trickster y entran a una pesadilla donde nunca despiertan. Este cruce tiene fragmentos de la película japonesa de Super Sentai Series de la película Samurai Sentai Shinkenger Returns: Special Act.

## Historia
En esta película, los Rangers Samurai son atrapados en una pesadilla causada por Trickster y pelean con disfraces de animales para salvar a los niños que pedían dulces, y después viene otro sueño donde bailan los Rangers Samuráis y Mia la Rangers Rosa Canta y después le dispara un Mooger y Kevin lo salva y eso causa una explosión y salen de ese sueño y entran a otro.

## Rangers
| Actor                | Personaje      | Título                  | Elemento / Poder |
| -------------------- | -------------- | ----------------------- | ---------------- |
| Alex Heartman        | Jayden Shiba   | Ranger Samurai Rojo     | 火 Fuego         |
| Najee De-Tiege       | Kevin          | Ranger Samurai Azul     | 水 Agua          |
| Erika Fong           | Mia Watanabe   | Ranger Samurai Rosa     | 天 Cielo         |
| Hector David Jr.     | Mike           | Ranger Samurai Verde    | 木 Bosques       |
| Brittany Anne Pirtle | Emily          | Ranger Samurai Amarilla | 土 Tierra        |
| Steven Skyler        | Antonio García | Ranger Samurai Dorado   | 光 Luz           |

## Aliados
- Mentor Ji: Es el mentor de los Rangers Samurai y el Samurai más grande con vida, el después le ayudó a Jayden y a Scott a quitarles el poder de la hipnorayo en la cual los volvía cada uno en su contra, con un símbolo samurái. Él es interpretado por Rene Naufahu.

## Villanos
- Maestro Xandred: Es el líder de los Nighloks. El trata de que las aguas del río Sanzu se levanten para inundar la Tierra y naveguen fuera del inframundo. Tras ser vencido por el padre de Jayden, sufre una migraña que sólo se va con su medicina o con la música de dayu(en Shinkenger toma Sake o Licor Japonés). El Profesor Cog le propone un trato si acaba con los Rangers Samurai Xandred le dará el agua del Río Sanzu que necesite. El Maestro Xandred acepta el trato.
- Octoroo: El anciano sacerdote mitad pulpo de Xandred, es el encargado de traer nuevos monstruos del Río Sanzu y hacer la medicina del maestro Xandred. Su frase más célebre es Uh ah uhh!. Ayuda el Profesor Cog y al Maestro Xandred.
- Trickster: Uno de los villanos del Maestro Xandred. el atrapa a las personas en sueños y pesadillas en las que nunca despiertan.

- Datos: Q3220880